# Ferrovia Tereza Cristina
A Ferrovia Tereza Cristina S/A, também chamada FTC, é uma empresa concessionária de ferrovias, situada no estado de Santa Catarina.
A empresa opera a via EF-488 desde 1º de fevereiro de 1997, antiga Estrada de Ferro Donna Thereza Christina. Esta via foi projetada para o transporte de carvão mineral entre a então localidade de Minas (hoje Lauro Müller) e o porto de Imbituba. É o menor corredor ferroviário brasileiro. Sua linha é isolada, não sendo interligada ao restante da malha nacional, com apenas 164 quilômetros de extensão. Serve para abastecimento da Usina Termelétrica Jorge Lacerda na época da Eletrosul  passando depois para a Tractebel Energia. Foi nomeada em homenagem à última Imperatriz do Brasil, Dona Teresa Cristina, esposa de Dom Pedro II.
A empresa arrendou a via EF-488 em leilão realizado em 1996 por R$ 18.510.000,00 para um período de 30 anos. A via era operada até então pela Superintendência Regional 9 da Rede Ferroviária Federal, sediada em Tubarão (SC). 
Há a previsão de aumento desta malha ferroviária, com a construção da EF-140 prevista desde 2006 no Plano Nacional de Viação, visando interligar Imbituba a Araquari. 

## Dados gerais
- Bitola: Métrica
- Extensão: 164 km
- Linha tronco: 116 km (de Imbituba a Forquilhinha)
- Ramal de Urussanga: 25 km
- Ramal de Siderópolis: 18 km
- Ramal de Oficinas: 5 km
- Via de operação: EF-488

## Operações
O produto principal transportado pela ferrovia é o carvão para o abastecimento do Complexo Termelétrico Jorge Lacerda. Nos últimos anos iniciou o transporte de produtos cerâmicos exportados pelo porto de Imbituba. Para o transporte férreo atualmente são empregados:

## Frota
A frota da Ferrovia Tereza Cristina é composta por locomotivas fabricadas pela General Motors - Electro-Motive Divison (atual EMD, divisão da Caterpillar).
| Modelo | Ano de produção | Fabricante | Total | Rodagem | Potência total/Disponível | Motor   | Imagem |
| ------ | --------------- | ---------- | ----- | ------- | ------------------------- | ------- | ------ |
| B12*   | 1953            | EMD        | 1     | B-B     | 1425/1310 hp              | 12-567B |        |
| GL8    | 1961            | EMD        | 1     | B-B     | 950/875 hp                | 8-567C  |        |
| G12    | 1957            | EMD/GMD    | 8     | B-B     | 1425/1310 hp              | 12-567C |        |
| G22U   | 1973            | Macosa     | 1     | B-B     | 1650/1500 hp              | 12-645E |        |

- A locomotiva GMD B12, inicialmente comprada pela EFVM, posteriormente operou na RFFSA, agora pertence à SALV, operando locada para a FTC.

## Cidades servidas
A FTC mantém suas operações nas cidades:
- Tubarão
- Criciúma
- Laguna
- Imbituba
- Urussanga
- Içara
- Jaguaruna
- Capivari de Baixo
- Morro da Fumaça
- Sangão
- Treviso
- Cocal do Sul
- Forquilhinha